# 曹志寧
曹志寧（17世紀—17世紀），字以道，南直隸徽州府績溪縣旺里人，明朝、南明政治人物。

## 生平
曹志寧的父親曹琇仗義疏財，在家鄉有德行。崇禎三年（1630年），曹志寧舉順天鄉試，授鎮平知縣，當時流寇出沒，他帶領民眾防禦，多次擊敗敵人，縣城得以保全，到南明時陞為武定推官。

## 引用
1. 1 2  嘉慶《績溪縣志·卷十·人物志》：曹志寧 字以道，旺里人，父琇仗義疎財，有德於鄉里。志寧領崇禎庚午北闈鄉薦，選授河南鎮平縣知縣，時流寇出沒，志寧帥民兵極力堵禦，裹衣徧鈐硃，屢阨賊鋒，城賴以全，陞雲南武定府推官。
2. ↑  錢海岳《南明史·卷六十三·列傳第三十九》：時雲南疆吏先後可紀者：……（武定府推官）曹志寧，徽州人，舉於鄉。